# Катакомбные школы
Катакомбные школы (нем. Katakombenschulen) — подпольные школы немецкого языка, возникшие в Южном Тироле в 1920-х годах как реакция на кампанию итальянизации.

## История
В 1918 после поражения Австро-Венгрии в Первой мировой войне Южный Тироль был присоединен к Италии. В начале 1920-х годов правительство фашистов начало итальянизацию региона. В том числе были закрыты учебные заведения с преподаванием на немецком. Запрет коснулся около 30 000 немецкоговорящих учащихся в более чем 300 школах. Были также закрыты все немецкие детсады и ВУЗы с преподаванием на немецком. Школьные учителя-австрийцы были заменены итальянцами. В ноябре 1925 года были запрещены частные уроки на немецком, после чего обучение ушло в подполье. Школьные учебники доставлялись контрабандой; занятия вели уволенные немецкие преподаватели и женщины-добровольцы. Основной упор в подпольных школах делался на обучение письму и чтению на немецком. В случае обнаружения преподавателям грозила тюрьма. Многие из пойманных учителей были высланы в Южную Италию. Так, один из организаторов подпольного обучения, адвокат  Йозеф Нолдин, в 1927 году был депортирован в Липари. 
После подписания Латеранского договора в 1929 г. были разрешены воскресные школы на немецком.